# ويليام كوسغروف
ويليام كوسغروف (بالإنجليزية: William Cosgrove) هو عسكري أيرلندي، ولد في 1 أكتوبر 1888 في أغادا ‏ في جمهورية أيرلندا، وتوفي في 14 يوليو 1936 في Millbank ‏ في المملكة المتحدة.